# Рушмі Чакравартхі
Рушмі Чакравартхі (нар. 9 жовтня 1977) — колишня індійська тенісистка.
Найвищу одиночну позицію світового рейтингу — 310 місце досягла 13 вересня 2004, парну — 252 місце — 18 червня 2001 року.
Здобула 12 одиночних та 40 парних титулів туру ITF.

## Фінали ITF
| турніри $100,000 |
| турніри $75,000  |
| турніри $50,000  |
| турніри $25,000  |
| турніри $15,000  |
| турніри $10,000  |

### Одиночний розряд: 24 (12–12)
| Результат | Ранг | Дата            | Турнір               | Покриття | Суперниця              | Рахунок          |
| --------- | ---- | --------------- | -------------------- | -------- | ---------------------- | ---------------- |
| Перемога  | 1.   | 12 жовтня 1998  | ITF Ахмадабад, Індія | Тверде   | Сай Джаялакшмі Джаярам | 7–6, 6–3         |
| Поразка   | 2.   | 26 жовтня 1998  | Ахмадабад, Індія     | Тверде   | Сай Джаялакшмі Джаярам | 0–6, 2–6         |
| Поразка   | 3.   | 30 квітня 1999  | Мумбаї, Індія        | Тверде   | Шруті Дгаван           | 6–3, 0–6, 0–6    |
| DNP       | –    | 17 вересня 2000 | Бенгалуру, Індія     | Ґрунт    | Радгіка Тулпуле        | Н/Д              |
| Перемога  | 4.   | 16 квітня 2001  | Чандігарх, Індія     | Тверде   | Деа Сумантрі           | 6–2, 6–4         |
| Перемога  | 5.   | 9 вересня 2001  | Нью-Делі, Індія      | Тверде   | Шруті Дгаван           | 6–4, 5–7, 6–4    |
| Поразка   | 6.   | 14 липня 2002   | Алжир, Алжир         | Ґрунт    | Дженніфер Шмідт        | 4–6, 3–6         |
| Поразка   | 7.   | 21 липня 2002   | Алжир, Алжир         | Ґрунт    | Ізабель Коллішонн      | 6–3, 4–6, 6–7    |
| Перемога  | 8.   | 10 вересня 2002 | Майсуру, Індія       | Тверде   | Сай Джаялакшмі Джаярам | 6–2, 6–1         |
| Поразка   | 9.   | 6 квітня 2003   | Мумбаї, Індія        | Тверде   | Акгуль Аманмурадова    | 4–6, 6–3, 5–7    |
| Перемога  | 10.  | 13 квітня 2003  | Музаффарнагар, Індія | Трава    | Cheli Bargil           | 6–0, 6–4         |
| Поразка   | 11.  | 5 жовтня 2003   | Джакарта, Індонезія  | Тверде   | Саня Мірза             | 3–6, 5–7         |
| Поразка   | 12.  | 17 січня 2004   | Гайдарабад, Індія    | Тверде   | Санді Гумуля           | 1–6, 3–6         |
| Перемога  | 13.  | 23 травня 2004  | Лакхнау, Індія       | Трава    | Анкіта Бгамбрі         | 6–2, 2–6, 7–6    |
| Перемога  | 14.  | 30 травня 2004  | Нью-Делі, Індія      | Тверде   | Анкіта Бгамбрі         | 6–4, 6–4         |
| Перемога  | 15.  | 30 серпня 2004  | Нью-Делі, Індія      | Тверде   | Сай Джаялакшмі Джаярам | 6–3, 6–2         |
| Поразка   | 16.  | 30 жовтня 2004  | Пуне, Індія          | Тверде   | Акгуль Аманмурадова    | 0–6, 6–7         |
| Перемога  | 17.  | 13 грудня 2004  | Ґурґаон, Індія       | Ґрунт    | Анкіта Бгамбрі         | 6–7, 7–6, 6–4    |
| Поразка   | 18.  | 16 квітня 2005  | Мумбаї, Індія        | Тверде   | Чжань Цзіньвей         | 4–6, 2–6         |
| Поразка   | 19.  | 30 жовтня 2006  | Ахмадабад, Індія     | Тверде   | Санаа Бгамбрі          | 6–7(4), 6–4, 3–6 |
| Поразка   | 20.  | 20 травня 2007  | Мумбаї, Індія        | Тверде   | Марінн Жіро            | 6–7(7), 2–6      |
| Перемога  | 21.  | 28 квітня 2008  | Cochin, Індія        | Ґрунт    | Магда Окруашвілі       | 6–4, 7–5         |
| Перемога  | 22.  | 9 червня 2008   | Ґурґаон, Індія       | Килим    | Анкіта Бгамбрі         | 6–4, 6–2         |
| Перемога  | 23.  | 14 вересня 2009 | Нью-Делі, Індія      | Тверде   | Санаа Бгамбрі          | 6–3, 6–1         |
| Поразка   | 24.  | 21 вересня 2009 | ITF Деградун, Індія  | Тверде   | Пуджашрі Венкатеша     | 3–6, 5–7         |

### Парний розряд: 73 (40–33)
| Результат | Ранг | Дата              | Турнір                    | Покриття | Партнерка              | Суперниці                                  | Рахунок               |
| --------- | ---- | ----------------- | ------------------------- | -------- | ---------------------- | ------------------------------------------ | --------------------- |
| Перемога  | 1.   | 12 жовтня 1998    | ITF Ахмадабад, Індія      | Тверде   | Сай Джаялакшмі Джаярам | Монтіка Анучан Ораван Вонгкамаласай        | 1–6, 6–4, 6–3         |
| Перемога  | 2.   | 19 жовтня 1998    | Ахмадабад, Індія          | Тверде   | Сай Джаялакшмі Джаярам | Арчана Венкатараман Арті Венкатараман      | 6–2, 6–4              |
| Поразка   | 3.   | 26 жовтня 1998    | Ахмадабад, Індія          | Тверде   | Сай Джаялакшмі Джаярам | Шруті Дгаван Шітхаль Ґутхам                | 4–6, 4–6              |
| Перемога  | 4.   | 2 листопада 1998  | Ахмадабад, Індія          | Тверде   | Сай Джаялакшмі Джаярам | Монтіка Анучан Ораван Вонгкамаласай        | 7–6(4), 1–6, 6–2      |
| Перемога  | 5.   | 17 квітня 1999    | Мумбаї, Індія             | Тверде   | Сай Джаялакшмі Джаярам | Шруті Дгаван Шітхаль Ґутхам                | 5–7, 6–0, 6–3         |
| Перемога  | 6.   | 24 квітня 1999    | Мумбаї, Індія             | Тверде   | Сай Джаялакшмі Джаярам | Арчана Венкатараман Арті Венкатараман      | 7–5, 3–6, 7–6         |
| Перемога  | 7.   | 30 квітня 1999    | Мумбаї, Індія             | Тверде   | Сай Джаялакшмі Джаярам | Шруті Дгаван Шітхаль Ґутхам                | 7–5, 6–2              |
| Поразка   | 8.   | 10 травня 1999    | Мумбаї, Індія             | Килим    | Сай Джаялакшмі Джаярам | Шруті Дгаван Шітхаль Ґутхам                | 0–1 ret.              |
| Поразка   | 9.   | 18 жовтня 1999    | Джакарта, Індонезія       | Тверде   | Сай Джаялакшмі Джаярам | Ліза Андріяні Бенджамас Сангарам           | 0–6, 3–6              |
| Перемога  | 10.  | 16 квітня 2000    | Мумбаї, Індія             | Тверде   | Сай Джаялакшмі Джаярам | Маніша Малхотра Сатомі Кіндзьо             | 6–4, 4–6, 2–1 ret.    |
| Поразка   | 11.  | 17 квітня 2000    | Нью-Делі, Індія           | Килим    | Радгіка Тулпуле        | Сай Джаялакшмі Джаярам Нірупама Санджив    | 4–6, 2–6              |
| Поразка   | 12.  | 3 вересня 2000    | Джайпур, Індія            | Трава    | Сай Джаялакшмі Джаярам | Монік Адамчак Дженніфер Шмідт              | 3–6, 6–1, 5–7         |
| Перемога  | 13.  | 10 вересня 2000   | Нью-Делі, Індія           | Тверде   | Сай Джаялакшмі Джаярам | Ораван Вонгкамаласай Ван Їдін              | 6–3, 6–2              |
| DNP       | –    | 17 вересня 2000   | Бенгалуру, Індія          | Ґрунт    | Сай Джаялакшмі Джаярам | Джйотсна Васішт Карішма Пател              | Н/Д                   |
| Поразка   | 14.  | 16 жовтня 2000    | Гваліор, Індія            | Ґрунт    | Сай Джаялакшмі Джаярам | Моніка Акоста Ларісса Шерер                | 2–4, 1–4, 4–0, 3–5    |
| Перемога  | 15.  | 23 жовтня 2000    | Нью-Делі, Індія           | Трава    | Сай Джаялакшмі Джаярам | Уршка Весеняк Маша Весеняк                 | 4–2, 4–5(5), 4–1, 4–0 |
| Перемога  | 16.  | 30 жовтня 2000    | Нью-Делі, Індія           | Тверде   | Сай Джаялакшмі Джаярам | Уршка Весеняк Маша Весеняк                 | 5–3, 4–2, 5–3         |
| Поразка   | 17.  | 6 листопада 2000  | Бандунґ, Індонезія        | Тверде   | Сай Джаялакшмі Джаярам | Ліза Андріяні Анжелік Віджайя              | 1–4, 2–4, 0–4         |
| Перемога  | 18.  | 20 листопада 2000 | Маніла, Філіппіни         | Тверде   | Сай Джаялакшмі Джаярам | Міхо Саекі Уда Ремі                        | 5–3, 4–1, 4–2         |
| Перемога  | 19.  | 11 березня 2001   | Нью-Делі, Індія           | Тверде   | Сай Джаялакшмі Джаярам | Арчана Венкатараман Арті Венкатараман      | 6–1, 6–2              |
| Перемога  | 20.  | 16 квітня 2001    | Чандігарх, Індія          | Тверде   | Сай Джаялакшмі Джаярам | Деа Сумантрі Радгіка Тулпуле               | 6–1, 7–5              |
| Перемога  | 21.  | 23 квітня 2001    | Пуне, Індія               | Тверде   | Сай Джаялакшмі Джаярам | Саня Мірза Сонал Пхадке                    | 6–2, 6–0              |
| Перемога  | 22.  | 3 вересня 2001    | Ченнаї, Індія             | Ґрунт    | Сай Джаялакшмі Джаярам | Самріта Секар Шубга Срінівасен             | 6–0, 7–6(2)           |
| Перемога  | 23.  | 19 вересня 2001   | Нью-Делі, Індія           | Тверде   | Сай Джаялакшмі Джаярам | Шруті Дгаван Радгіка Тулпуле               | 6–7(5), 6–4, 6–4      |
| Поразка   | 24.  | 7 липня 2002      | Тлемсен, Алжир            | Ґрунт    | Сай Джаялакшмі Джаярам | Зузанне Айґнер Елізабет Бан                | 6–7, 6–4, 6–7         |
| Перемога  | 25.  | 21 липня 2002     | Алжир, Алжир              | Ґрунт    | Хрістіна Захаріду      | Асіміна Каплані Марія Павліду              | 6–2, 6–2              |
| Перемога  | 26.  | 10 вересня 2002   | Майсуру, Індія            | Тверде   | Сай Джаялакшмі Джаярам | Альона Дворникова Анастасія Дворникова     | 6–3, 6–3              |
| Поразка   | 27.  | 27 жовтня 2002    | Каїр, Єгипет              | Ґрунт    | Сай Джаялакшмі Джаярам | Кіра Надь Марія Вольфбрандт                | 2–6, 1–6              |
| Поразка   | 28.  | 9 лютого 2003     | Ченнаї, Індія             | Ґрунт    | Сай Джаялакшмі Джаярам | Акгуль Аманмурадова Іванна Ісраїлова       | 4–6, 1–6              |
| Перемога  | 29.  | 23 лютого 2003    | Бенгалуру, Індія          | Тверде   | Сай Джаялакшмі Джаярам | Макі Арай Наталія Демиденко                | 7–6, 7–6              |
| Поразка   | 30.  | 10 березня 2003   | Беналла, Австралія        | Трава    | Такемура Рьоко         | Ніколь Сьюелл Андреа ван ден Гурк          | 3–6, 6–4, 2–6         |
| Поразка   | 31.  | 31 березня 2003   | Мумбаї, Індія             | Тверде   | Сай Джаялакшмі Джаярам | Акгуль Аманмурадова Ху Чін-Бі              | 2–6, 2–6              |
| Перемога  | 32.  | 20 квітня 2003    | Музаффарнагар, Індія      | Трава    | Сай Джаялакшмі Джаярам | Шруті Дгаван Yael Glitzenshtein            | 6–1, 6–4              |
| Перемога  | 33.  | 17 серпня 2003    | Коломбо, Шрі-Ланка        | Ґрунт    | Сай Джаялакшмі Джаярам | Хванг І-Хсюань Варанья Віджуксанабун       | 6–0, 6–0              |
| Перемога  | 34.  | 8 вересня 2003    | Бенгалуру, Індія          | Трава    | Сай Джаялакшмі Джаярам | Ху Чін-Бі Мегга Вакарія                    | 6–2, 6–4              |
| Поразка   | 35.  | 2 листопада 2003  | Мумбаї, Індія             | Тверде   | Сай Джаялакшмі Джаярам | Габріела Хмелінова Гана Шромова            | 1–6, 1–6              |
| Поразка   | 36.  | 17 січня 2004     | Гайдарабад, Індія         | Тверде   | Сай Джаялакшмі Джаярам | Іша Лахані Мегга Вакарія                   | 5–7, 7–5, 3–6         |
| Перемога  | 37.  | 23 травня 2004    | Лакхнау, Індія            | Трава    | Анкіта Бгамбрі         | Сай Джаялакшмі Джаярам Арчана Венкатараман | 6–4, 6–1              |
| Поразка   | 38.  | 30 травня 2004    | Нью-Делі, Індія           | Тверде   | Анкіта Бгамбрі         | Санаа Бгамбрі Ліза Перейра Віплав          | 7–6, 3–6, 6–7         |
| Поразка   | 39.  | 8 серпня 2004     | Рексем, Велика Британія   | Тверде   | Саня Мірза             | Еден Марама Пола Марама                    | 6–7(4), 5–7           |
| Перемога  | 40.  | 15 серпня 2004    | Гампстед, Велика Британія | Тверде   | Саня Мірза             | Анна Говкінс Ніколь Ренкен                 | 6–3, 6–2              |
| Перемога  | 41.  | 21 серпня 2004    | Коломбо, Шрі-Ланка        | Ґрунт    | Сай Джаялакшмі Джаярам | Латіша Чжань Мінорі Такемото               | 6–2, 5–7, 6–3         |
| Перемога  | 42.  | 4 вересня 2004    | Нью-Делі, Індія           | Тверде   | Сай Джаялакшмі Джаярам | Монтіні Тангпхонг Тасша Вітаявірой         | w/o                   |
| Перемога  | 43.  | 13 грудня 2004    | Ґурґаон, Індія            | Ґрунт    | Сай Джаялакшмі Джаярам | Анкіта Бгамбрі Санаа Бгамбрі               | 2–6, 6–2, 6–4         |
| Поразка   | 44.  | 11 квітня 2005    | Мумбаї, Індія             | Тверде   | Сай Джаялакшмі Джаярам | Ніна Братчикова Франческа Любіані          | 3–6, 4–6              |
| Поразка   | 45.  | 3 серпня 2005     | Рексем, Велика Британія   | Тверде   | Пола Марама            | Анна Сміт Ребекка Льєвеллін                | 3–6, 5–7              |
| Поразка   | 46.  | 17 жовтня 2005    | Лагос, Нігерія            | Тверде   | Пунам Редді            | Анкіта Бгамбрі Санаа Бгамбрі               | w/o                   |
| Поразка   | 47.  | 6 листопада 2005  | Пуне, Індія               | Тверде   | Сай Джаялакшмі Джаярам | Ніколе Клеріко Ксенія Палкіна              | 5–7, 6–7              |
| Поразка   | 48.  | 23 січня 2006     | Нью-Делі, Індія           | Тверде   | Анкіта Бгамбрі         | Палкіна Ксенія Миколаївна Ніколе Клеріко   | w/o                   |
| Поразка   | 49.  | 8 травня 2006     | Нью-Делі, Індія           | Тверде   | Арчана Венкатараман    | Чжао Їцзін Сон Шаньшань                    | 3–6, 4–6              |
| Перемога  | 50.  | 15 травня 2006    | Нью-Делі, Індія           | Тверде   | Арчана Венкатараман    | Чжао Їцзін Сон Шаньшань                    | 6–7(5), 6–2, 6–4      |
| Перемога  | 51.  | 12 червня 2006    | Нью-Делі, Індія           | Тверде   | Мегга Вакарія          | Іша Лахані Пічіттра Тхонґдач               | 6–3, 6–4              |
| Поразка   | 52.  | 30 жовтня 2006    | Лагос, Нігерія            | Тверде   | Санаа Бгамбрі          | Суріна Де Беер Агнеш Сатмарі               | 3–6, 1–6              |
| Перемога  | 53.  | 30 жовтня 2006    | Ахмадабад, Індія          | Тверде   | Санаа Бгамбрі          | Тара Ієр Мегга Вакарія                     | 6–2, 6–4              |
| Перемога  | 54.  | 15 січня 2007     | Алжир, Алжир              | Ґрунт    | Полона Герцог          | Барбора Матушова Анна Савицька             | 6–2, 6–0              |
| Перемога  | 55.  | 28 квітня 2008    | Cochin, Індія             | Ґрунт    | Пуджашрі Венкатеша     | Арчана Венкатараман Гіта Маногар           | 6–1, 7–5              |
| Поразка   | 56.  | 24 жовтня 2008    | Лагос, Нігерія            | Тверде   | Іша Лахані             | Олена Чалова Валерія Савіних               | 7–6(6), 3–6, [7–10]   |
| Перемога  | 57.  | 8 листопада 2008  | Музаффарнагар, Індія      | Трава    | Санаа Бгамбрі          | Трета Браттачарія Шаліні Саху              | 6–1, 6–1              |
| Перемога  | 58.  | 22 травня 2009    | Мумбаї, Індія             | Тверде   | Іша Лахані             | Рене Бінні Хе Чуньянь                      | 2–6, 6–3, [10–7]      |
| Перемога  | 59.  | 29 травня 2009    | Нью-Делі, Індія           | Тверде   | Хе Чуньянь             | Керен Шломо Крістіна Пейковіч              | 6–2, 6–1              |
| Поразка   | 60.  | 15 жовтня 2009    | Пуне, Індія               | Тверде   | Санаа Бгамбрі          | Мікі Міямура Каватоко Мое                  | 0–6, 3–6              |
| Перемога  | 61.  | 21 травня 2010    | Дурбан, ПАР               | Тверде   | Санаа Бгамбрі          | Теґан Едвардс Б'янка Сванепул              | 3–6, 6–3, [10–4]      |
| Поразка   | 62.  | 28 травня 2010    | Дурбан, ПАР               | Тверде   | Санаа Бгамбрі          | Бланка Саваї Ніколь Роттманн               | 6–3, 5–7, [9–11]      |
| Перемога  | 63.  | 17 липня 2010     | Хат'яй, Таїланд           | Тверде   | Пуджашрі Венкатеша     | Аю-Фані Дамаянті Лавінія Тананта           | 6–3, 7–6(10)          |
| Поразка   | 64.  | 30 жовтня 2010    | Кучинг, Малайзія          | Тверде   | Елоді Роґґ-Дітріх      | Сабіна Шаріпова Санді Гумуля               | 3–6, 2–6              |
| Поразка   | 65.  | 4 грудня 2010     | Мандья, Індія             | Тверде   | Пуджашрі Венкатеша     | Пеангтарн Пліпич Нунгнадда Ваннасук        | 1–6, 1–6              |
| Перемога  | 66.  | 22 січня 2011     | Музаффарнагар, Індія      | Трава    | Пуджашрі Венкатеша     | Танака Марі Міямура Мікі                   | 3–6, 6–4, [14–12]     |
| Поразка   | 67.  | 13 травня 2011    | Нью-Делі, Індія           | Тверде   | Фатіма Ан-Набхані      | Айшвар'я Агравал Анкіта Райна              | 4–6, 3–6              |
| Поразка   | 68.  | 18 червня 2011    | Нью-Делі, Індія           | Тверде   | Керен Шломо            | Kim Hae-sung Kim Ju-eun]                   | 3–6, 4–6              |
| Поразка   | 69.  | 25 червня 2011    | Нью-Делі, Індія           | Тверде   | Керен Шломо            | Kim Hae-sung Kim Ju-eun                    | 5–7, 0–6              |
| Перемога  | 70.  | 12 травня 2012    | ITF Нью-Делі, Індія       | Тверде   | Анкіта Райна           | Лю Юйсюань Чжао Цяньцянь                   | 6–1, 6–4              |
| Перемога  | 71.  | 26 травня 2012    | ITF Нью-Делі, Індія       | Тверде   | Анкіта Райна           | Срі Педді Редді Прартхана Томбаре          | 6–3, 6–2              |
| Поразка   | 72.  | 30 квітня 2013    | ITF Ченнаї, Індія         | Ґрунт    | Анкіта Райна           | Наташа Палха Прартхана Томбаре             | 7–5, 3–6, [6–10]      |
| Поразка   | 73.  | 12 грудня 2014    | ITF Лакхнау, Індія        | Трава    | Нідгі Чілумула         | Анкіта Райна Емілі Веблі-Сміт              | 2–6, 4–6              |